# Alagoinhas AC
Der Alagoinhas Atlético Clube, auch Atlético de Alagoinhas genannt, ist ein Fußballverein aus Alagoinhas im brasilianischen Bundesstaat Bahia.
Aktuell spielt der Verein in der vierten brasilianischen Liga, der Série D sowie in der Staatsmeisterschaft von Bahia.

## Erfolge
- Staatsmeisterschaft von Bahia: 2021, 2022

## Stadion
Der Verein trägt seine Heimspiele im Estádio Municipal Antônio de Figueiredo Carneiro, auch unter dem Namen Carneirão bekannt, in Alagoinhas aus. Das Stadion hat ein Fassungsvermögen von 18.000 Personen.

## Trainerchronik
Stand: 23. November 2024
| Trainer                      | Nation    | von               | bis               |
| ---------------------------- | --------- | ----------------- | ----------------- |
| Antonio Fernando Dourado     | Brasilien | 1. Januar 2005    | 31. Dezember 2005 |
| Agnaldo Liz                  | Brasilien | 23. Juli 2020     | 28. Oktober 2020  |
| Estevam Soares               | Brasilien | 17. Februar 2021  | 5. März 2021      |
| Zé Carijé                    | Brasilien | 5. März 2021      | 7. April 2021     |
| Sergio Araujo                | Brasilien | 7. April 2021     | 22. Juni 2021     |
| Agnaldo Liz                  | Brasilien | 25. Juni 2021     | 18. April 2022    |
| Zé Carijé                    | Brasilien | 28. April 2022    | 9. September 2022 |
| Agnaldo Liz                  | Brasilien | 12. November 2022 | 26. Januar 2023   |
| Zé Carijé                    | Brasilien | 27. Januar 2023   | 15. Februar 2023  |
| Rodrigo                      | Brasilien | 15. Februar 2023  | 13. Mai 2023      |
| Zé Carlos                    | Brasilien | 12. Januar 2024   | 5. Februar 2024   |
| Ronaille                     | Brasilien | 5. Februar 2024   | 16. Februar 2024  |
| Sávio Xavier                 | Brasilien | 6. Februar 2024   | 8. Februar 2024   |
| Thiago Pereira Santa Barbara | Brasilien | 16. Februar 2024  |                   |